# Brou-sur-Chantereine
Pour les articles homonymes, voir Brou (homonymie) et Chantereine (homonymie).
Brou-sur-Chantereine est une commune française située dans le département de Seine-et-Marne en région Île-de-France.

## Géographie

### Localisation
La commune est située à 20 km à l'est de Paris, à 23 km au sud-ouest de Meaux et à 40 km au nord de Melun.

### Communes limitrophes
|         | Le Pin Villevaudé    |          |
| Chelles | Brou-sur-Chantereine | Pomponne |
|         | Vaires-sur-Marne     |          |

### Géologie et relief
L'altitude de la commune varie de 40 mètres à 57 mètres pour le point le plus haut, le centre du bourg se situant à environ 47 mètres d'altitude (mairie). Elle est classée en zone de sismicité 1, correspondant à une sismicité très faible.

### Hydrographie

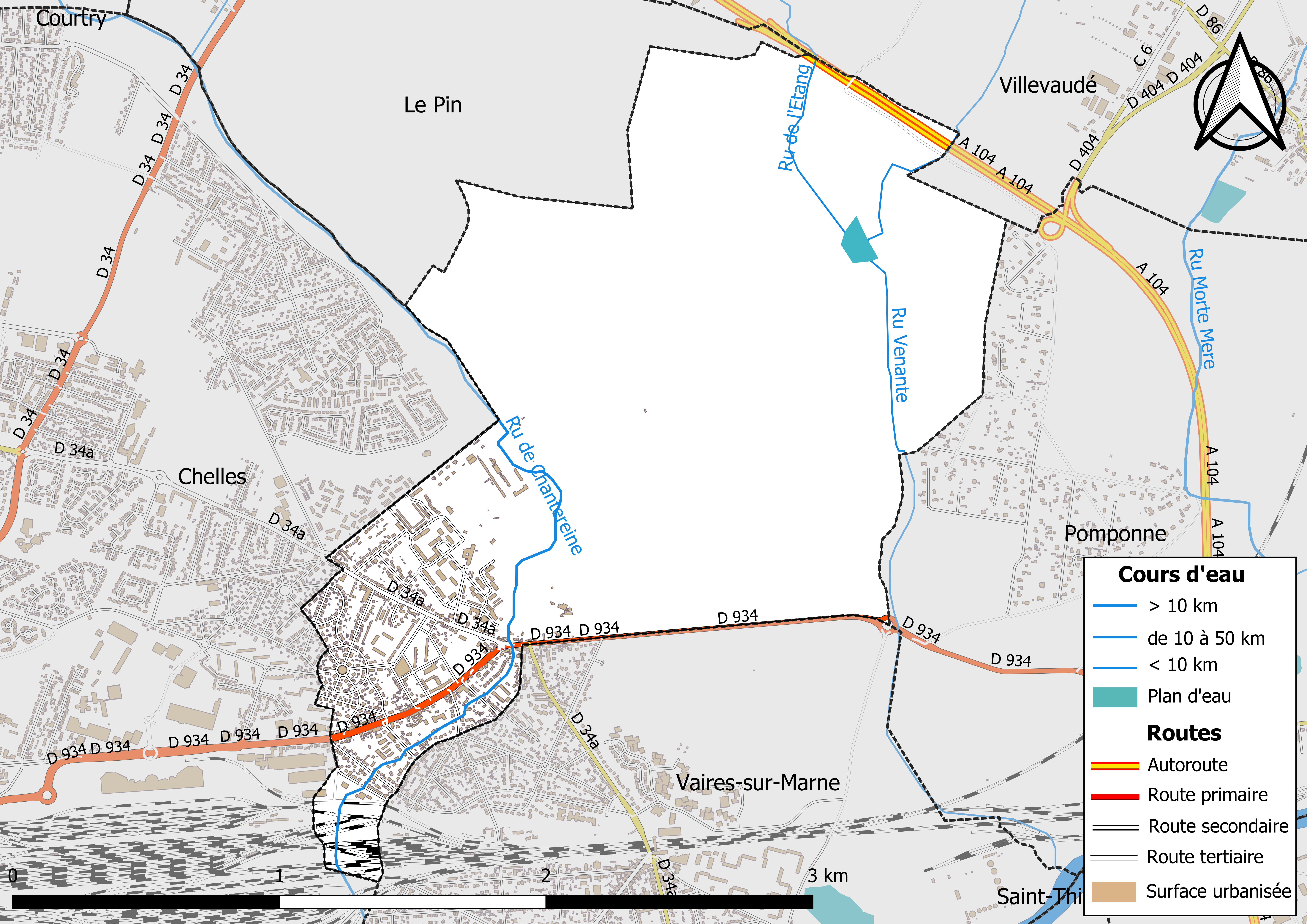
Carte des réseaux hydrographique et routier de la commune de Brou-sur-Chantereine

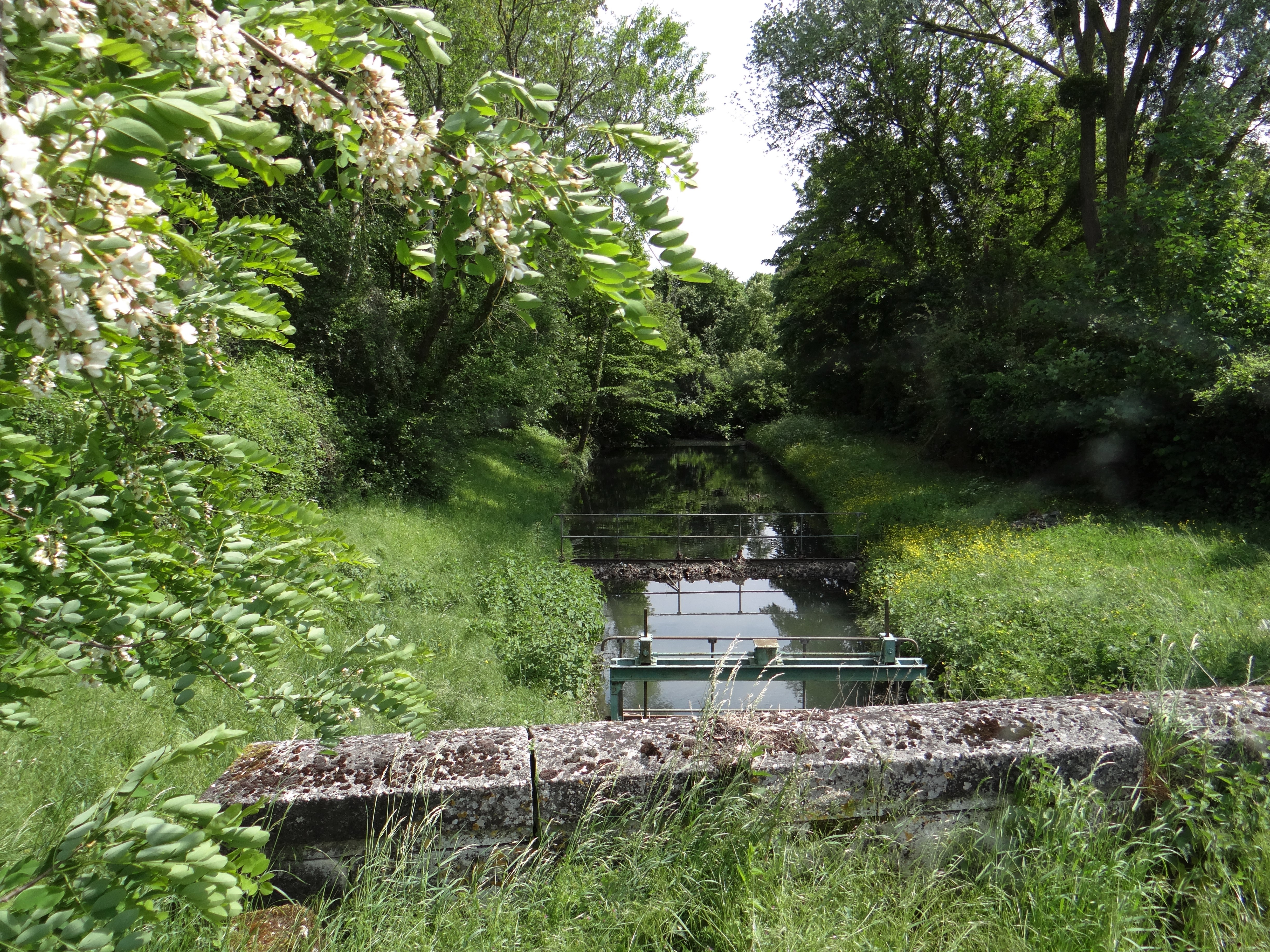
Ru de Chantereine, rue Pierre Mendès-France.

Le système hydrographique de la commune se compose de trois cours d'eau référencés :
- le ru de Chantereine, long de 7,38 km[3], appelé aussi le « ruisseau de Chelles », affluent de la Marne ;
- le ru de Venante, long de 5,64 km[4], affluent de la Marne qui parcourt la commune du nord au sud sur sa partie est ;
- le ru de l'Étang, long de 2,42 km[5], venant de l'étang de Villevaudé, se jette dans la Mare aux Sangsues, puis dans le ru de Venante.

La longueur linéaire globale des cours d'eau sur la commune est de 5,15 km.

### Climat
Pour des articles plus généraux, voir Climat de l'Île-de-France et Climat de Seine-et-Marne.
En 2010, le climat de la commune est de type climat océanique dégradé des plaines du Centre et du Nord, selon une étude du CNRS s'appuyant sur une série de données couvrant la période 1971-2000. En 2020, Météo-France publie une typologie des climats de la France métropolitaine dans laquelle la commune est exposée à un climat océanique altéré et est dans la région climatique Sud-ouest du bassin Parisien, caractérisée par une faible pluviométrie, notamment au printemps (120 à 150 mm) et un hiver froid (3,5 °C).
Pour la période 1971-2000, la température annuelle moyenne est de 11,4 °C, avec une amplitude thermique annuelle de 15,1 °C. Le cumul annuel moyen de précipitations est de 696 mm, avec 10,7 jours de précipitations en janvier et 7,7 jours en juillet. Pour la période 1991-2020, la température moyenne annuelle observée sur la station météorologique la plus proche, située sur la commune de Torcy à 4 km à vol d'oiseau, est de 12,1 °C et le cumul annuel moyen de précipitations est de 716,4 mm,. Pour l'avenir, les paramètres climatiques de la commune estimés pour 2050 selon différents scénarios d'émission de gaz à effet de serre sont consultables sur un site dédié publié par Météo-France en novembre 2022.
| Mois                                  | jan.            | fév.           | mars          | avril         | mai            | juin          | jui.           | août           | sep.          | oct.            | nov.            | déc.            | année      |
| ------------------------------------- | --------------- | -------------- | ------------- | ------------- | -------------- | ------------- | -------------- | -------------- | ------------- | --------------- | --------------- | --------------- | ---------- |
| Température minimale moyenne (°C)     | 2,2             | 2,3            | 4             | 6,1           | 9,6            | 12,7          | 14,6           | 14,2           | 11,2          | 8,8             | 5,1             | 2,9             | 7,8        |
| Température moyenne (°C)              | 4,8             | 5,6            | 8,3           | 11,2          | 14,6           | 18            | 20,1           | 19,8           | 16,3          | 12,8            | 8,1             | 5,5             | 12,1       |
| Température maximale moyenne (°C)     | 7,4             | 8,9            | 12,6          | 16,2          | 19,7           | 23,2          | 25,6           | 25,5           | 21,5          | 16,8            | 11,1            | 8               | 16,4       |
| Record de froid (°C) date du record   | −12,6 07.01.09  | −11,4 07.02.12 | −8,6 01.03.05 | −3,3 06.04.21 | 0,4 07.05.1997 | 2,8 04.06.01  | 6,6 13.07.1993 | 5,8 28.08.1998 | 2 30.09.18    | −3,4 30.10.1997 | −9,7 24.11.1998 | −9,6 29.12.1996 | −12,6 2009 |
| Record de chaleur (°C) date du record | 17,3 05.01.1999 | 20,9 27.02.19  | 26,2 31.03.21 | 28,8 20.04.18 | 31,6 27.05.05  | 36,6 27.06.11 | 42,1 25.07.19  | 39,7 11.08.03  | 35,7 08.09.23 | 28,7 02.10.11   | 21,9 07.11.15   | 17,8 07.12.00   | 42,1 2019  |
| Précipitations (mm)                   | 57,2            | 53,2           | 52,5          | 50            | 71,3           | 57,6          | 60,5           | 66,1           | 53,3          | 60,5            | 59,5            | 74,7            | 716,4      |

### Milieux naturels et biodiversité
L’inventaire des zones naturelles d'intérêt écologique, faunistique et floristique (ZNIEFF) a pour objectif de réaliser une couverture des zones les plus intéressantes sur le plan écologique, essentiellement dans la perspective d’améliorer la connaissance du patrimoine naturel national et de fournir aux différents décideurs un outil d’aide à la prise en compte de l’environnement dans l’aménagement du territoire.
Le territoire communal de Brou-sur-Chantereine comprend une ZNIEFF de type 1,, 
les « Bois de Brou, bois de Vaires et prairies associées » (396,83 ha), couvrant 5 communes du département
, et un ZNIEFF de type 2,, 
la « vallée de la Marne de Gournay-sur-Marne à Vaires-sur-Marne » (1 336,91 ha), couvrant 9 communes dont 8 en Seine-et-Marne et 1 dans la Seine-Saint-Denis.

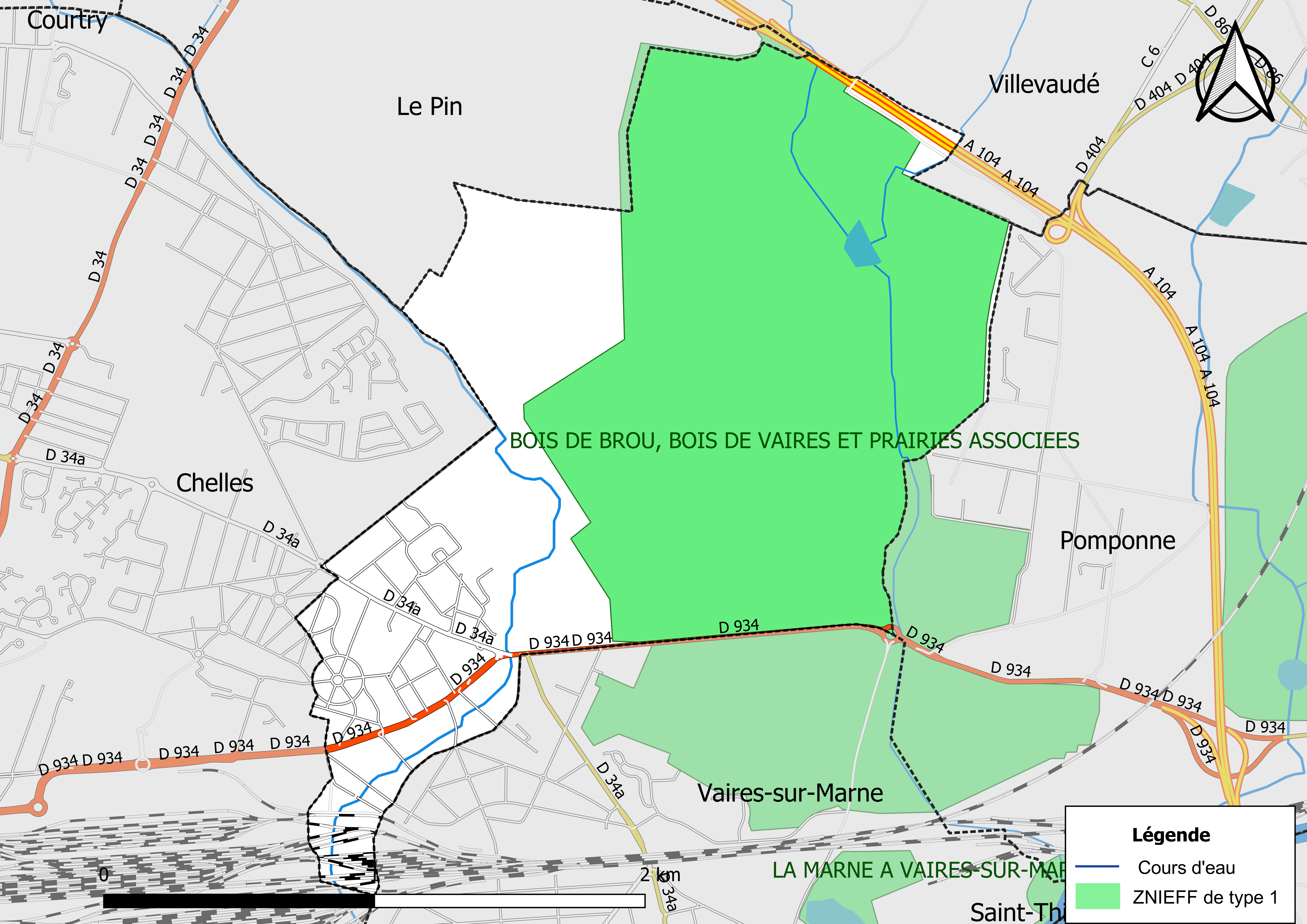
Carte des ZNIEFF de type 1 de la commune.
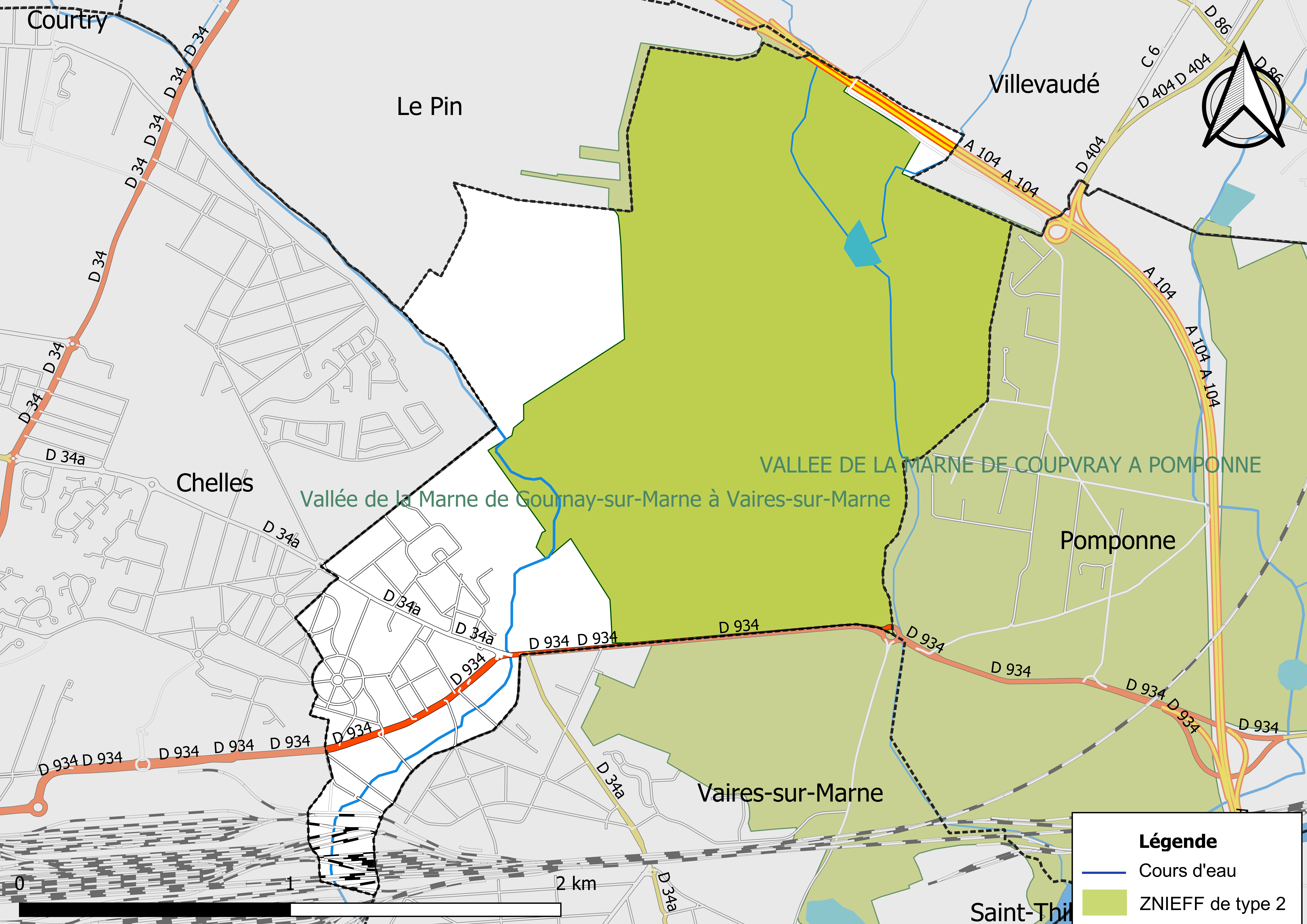
Carte des ZNIEFF de type 2 de la commune.

## Urbanisme

### Typologie
Au 1er janvier 2024, Brou-sur-Chantereine est catégorisée grand centre urbain, selon la nouvelle grille communale de densité à sept niveaux définie par l'Insee en 2022.
Elle appartient à l'unité urbaine de Paris, une agglomération inter-départementale regroupant 407  communes, dont elle est une commune de la banlieue,,. Par ailleurs la commune fait partie de l'aire d'attraction de Paris, dont elle est une commune du pôle principal,. Cette aire regroupe 1 929 communes,.

### Occupation des sols

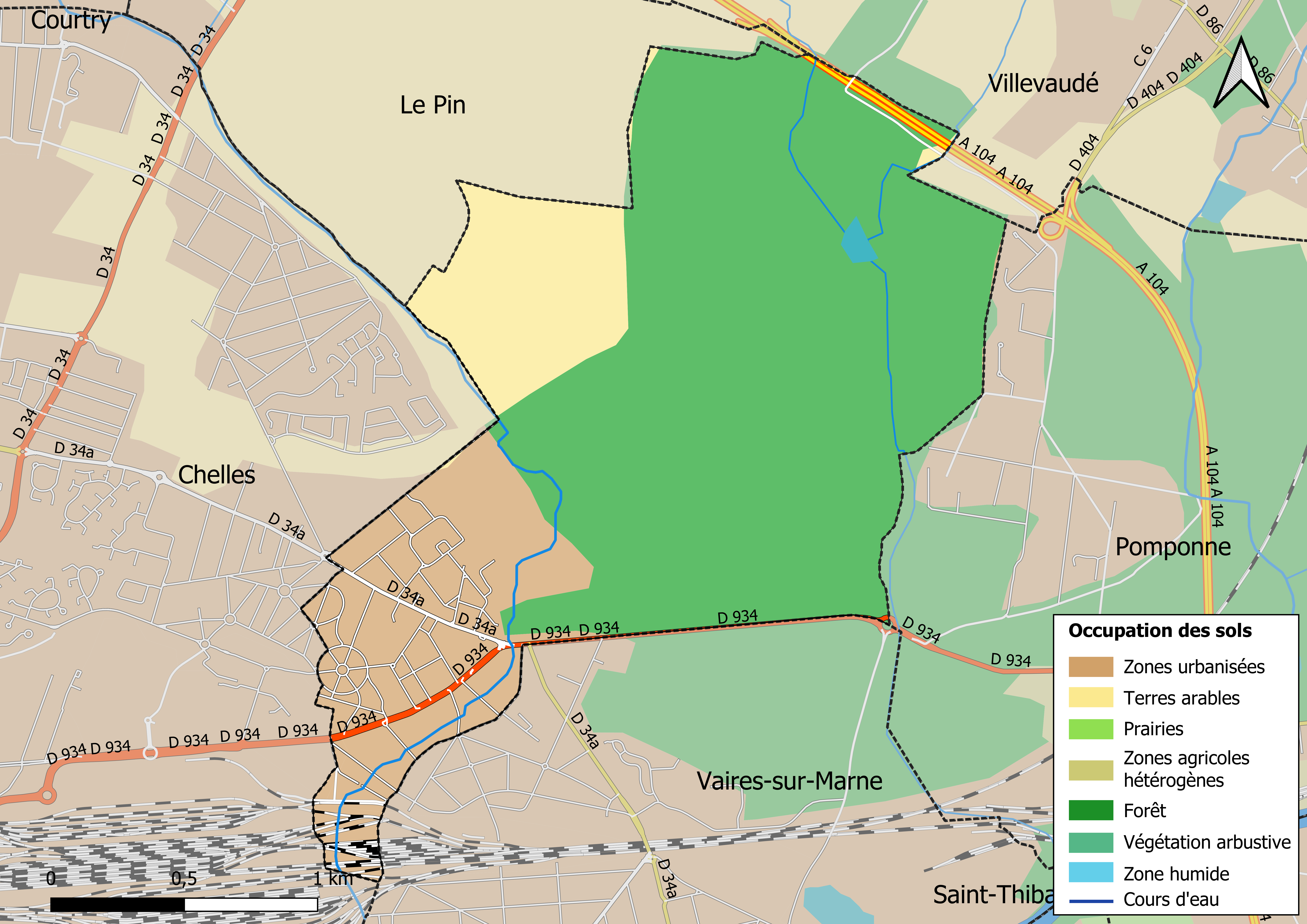
Carte des infrastructures et de l’occupation des sols en 2018 de la commune de Brou-sur-Chantereine

En 2018, le territoire de la commune se répartit en 67 % de forêts, 19,5 % de zones urbanisées, 11,8 % de terres arables et 1,8 % de zones industrielles commercialisées et réseaux de communication,.

### Lieux-dits et écarts
La commune compte 17 lieux-dits administratifs répertoriés consultables ici (source : le fichier Fantoir).

### Logement
En 2016, le nombre total de logements dans la commune était de 
2 050 dont 31,4 % de maisons et 68,2 % d’appartements.
Parmi ces logements, 87 % étaient des résidences principales, 7,7 % des résidences secondaires et 5,3 % des logements vacants.
La part des ménages fiscaux propriétaires de leur résidence principale s’élevait à 50,5 % contre 46,8 % de locataires,, dont 26,8 % de logements HLM loués vides (logements sociaux) et, 2,7 % logés gratuitement.

### Voies de communication et transports
Brou-sur-Chantereine est desservie par plusieurs lignes de bus, qui relient notamment la ville aux gares de Chelles, de Vaires et à l'aéroport Roissy-Charles-de-Gaulle.
La desserte par bus est assurée par plusieurs réseaux : Apolo 7, Marne-la-Vallée et RATP.

## Toponymie
Forme ancienne : Brou en 1200, 1793, puis Brou-sur-Chantereine en 1911.
La commune était autrefois formée de trois hameaux : Villeneuve-aux-Ânes, La Forêt et Brou, ce dernier nom ayant été arbitrairement attribué par les géographes à la totalité du village.
Ce nom en usage dans les titres de l’an 1200 viendrait du latin Brolium qui signifie « petit bois ». De l’oïl brou, ce nom a dû avoir le même sens que le mot gaulois bracu signifiant « boue, fange »[réf. nécessaire], *bracu ( plus exactement *brakus, brakōs) a d’abord désigné un « fond de vallée humide » puis un « marais ».
La Chantereine est un cours d'eau, affluent de la Marne, donc sous-affluent de la Seine, né de ruissellements sur les collines de Vaujours. Elle traverse les départements de Seine-Saint-Denis et de Seine-et-Marne dans la région Île-de-France. Pendant longtemps appelée « le ruisseau de Chelles », son nom actuel est le ru de Chantereine. Le nom « Chantereine » semble provenir du chant des rainettes qui y coassaient.

## Histoire
Le village de Brou est mentionné au XIIIe siècle, en 1205, pour sa seigneurie de Brou. Elle accueille une église à la fondation du collège Louis-le-Grand et un couvent de Mathurins, fondé au XIIIe siècle au lieu-dit La Villeneuve-aux-Ânes. Le village est constitué de trois hameaux : le hameau de Brou, le plus ancien, situé dans le nord de la commune ; le hameau de La Villeneuve-aux-Ânes, au sud de la route menant de Chelles à Lagny, qui abrite un prieuré fondé au XIIIe siècle ; le hameau de La Forest, au nord du château de Brou. Dans ce hameau se trouvait également le château de Madame de Pomponne, entièrement disparu, à proximité duquel se dressait une chapelle conservée jusqu'au XVIIIe siècle. Les terres de Brou ont été administrées par plusieurs seigneurs successifs soumis à la suzeraineté du roi jusqu'à la Révolution. La localité devient le siège de la congrégation des sœurs de Jésus crucifié, fondée en 1930 pour y accueillir des femmes de santé délicate.
Le 8 mai 2010, le label de "Ville conviviale - Ville solidaire" a été attribué à Brou-sur-Chantereine.
- Le Moulin et le Four à pain du château de Brou ont été séparés du domaine pour constituer une propriété. Le plan d'intendance de 1780 des archives départementales de Seine et Marne est explicite sur le bâtiment traversé par le ru de Chantereine. Cette propriété est tombée dans l'oubli de sa fonction première. Rachetée par la CAMC elle est aujourd'hui la propriété de l'EPFIF depuis le 7/11/2016, sans que l'on connaisse le devenir de ces éléments d'architecture restants, du Four et du Moulin du château de Brou.

## Politique et administration

### Rattachements administratifs et électoraux
La commune se trouve depuis 1994 dans l'arrondissement de Torcy du département de Seine-et-Marne. Pour l'élection des députés, elle fait partie depuis 2012 de la dixième circonscription de Seine-et-Marne.
Elle faisait partie de 1793 à 1964 du canton de Lagny-sur-Marne, année où elle intègre le canton de Chelles. Elle est rattachée en 1975 au canton de Vaires-sur-Marne. Dans le cadre du redécoupage cantonal de 2014 en France, la commune intègre le canton de Villeparisis.

### Intercommunalité
Brou-sur-Chantereine était l'une des quatre communes ayant formé la communauté de communes de Marne et Chantereine, créée en 2005 et transformée en communauté d'agglomération sous le nom de communauté d'agglomération de Marne et Chantereine.
Dans le cadre de la mise en œuvre de la loi MAPAM du 27 janvier 2014, qui prévoit la généralisation de l'intercommunalité à l'ensemble des communes et la création d'intercommunalités de taille importante en Île-de-France, capables de dialoguer avec la métropole du Grand Paris, cette intercommunalité fusionne avec ses voisines pour former, le 1er janvier 2016, la communauté d'agglomération Paris - Vallée de la Marne, dont la commune est désormais membre.

### Tendances politiques et résultats

#### Élections nationales
- Élection présidentielle de 2017[32]: 37,75 % pour Emmanuel Macron (REM
), 22,17 % pour Marine Le Pen (FN), 68,27 % de participation.

### Liste des maires
| Période                                  | Période                      | Identité               | Étiquette    | Qualité                                                                                 |
| ---------------------------------------- | ---------------------------- | ---------------------- | ------------ | --------------------------------------------------------------------------------------- |
| Les données manquantes sont à compléter. |                              |                        |              |                                                                                         |
| 1914                                     | mai 1925                     | Victor Eugène Thiébaut |              | Polytechnicien                                                                          |
| mai 1925                                 | septembre 1926               | Edmond Coucherant      |              |                                                                                         |
| septembre 1926                           | mai 1929                     | Louis Auguste Brunet   |              | Retraité                                                                                |
| mai 1929                                 | juin 1930                    | Edmond Coucherant      |              |                                                                                         |
| juin 1930                                | 1932                         | Louis Auguste Brunet   |              | Retraité                                                                                |
| janvier 1932                             | 1945                         | Georges Christ         |              | Architecte                                                                              |
| 1945                                     | octobre 1947                 | Jean Chaillet          |              |                                                                                         |
| octobre 1947                             | mars 1959                    | Gustave Colson         |              | Comptable                                                                               |
| mars 1959                                | 20 mars 1977                 | René Cassier           | DVG-FGDS     | Directeur de collège d'enseignement général, ancien instituteur                         |
| 20 mars 1977                             | 10 janvier 1999 (démission)  | René Ménard            | PCF          | Maire honoraire                                                                         |
| 10 janvier 1999                          | 21 mars 2008                 | Jean-Marc Deschamps    | PCF          | Collaborateur d'élus                                                                    |
| 21 mars 2008                             | 2 juin 2020                  | Antonio de Carvalho    | UMP puis UDI | Chef d'entreprise Réélu en 2009 et 2014, Démissionnaire                                 |
| 3 juillet 2020                           | En cours (au 7 juillet 2020) | Stéphanie Barnier      | DVG          | Professeure des écoles 8e vice-présidente de la CA Paris - Vallée de la Marne (2020 → ) |

### Actions internationales
La ville est engagée dans des activités de solidarité internationale et de coopération décentralisée.
- Coopération développement : La commune a mené, avec la communauté urbaine de Dunkerque, la réhabilitation d’habitats avec la ville de Regla (municipalité de La Havane à Cuba). Les résultats de ce projet sont désormais inscrits dans la lutte contre la vulnérabilité humaine face aux risques climatiques dans la Caraïbe.
- Coopération citoyenne : la ville est membre de l’ONG brésilienne Solidariedade de Porto Alegre depuis 2005. Elle soutient des actions de l’Association care and concern au Sri Lanka.
- Autres actions : Brou soutient les projets des ASI locales (Mali, Cuba, Haïti), et organise tous les ans les « journées de solidarité internationale ».

Brou-sur-Chantereine est notamment membre de Cités Unies France comme vice-présidente du groupe pays Caraïbes (dans le Pôle Amérique latine), membre de la Commission des affaires mondiales (CCRE-CGLU), membre d'ATTAC, membre de l’observatoire international de la démocratie participative (OIDP), membre du réseau 9 du programme URB-AL et membre du réseau des élus et collectivités territoriales hors-AGCS.

### Jumelages
La ville de Brou-sur-Chantereine est jumelée avec  Collazzone (Italie) depuis le 3 septembre 1995.

## Population et société

### Territoire
En 1911, le quartier "le Petit Chelles" est annexé, doublant ainsi la surface du bourg pendant que la population gagne 50 %.
À l'issue de la Deuxième Guerre mondiale, la mairie, dont le bâtiment a été détruit lors des violents bombardements alliés, déménage dans la propriété de la famille Ducellier, équipementier automobile.

### Démographie
L'évolution du nombre d'habitants est connue à travers les recensements de la population effectués dans la commune depuis 1793. Pour les communes de moins de 10 000 habitants, une enquête de recensement portant sur toute la population est réalisée tous les cinq ans, les populations de référence des années intermédiaires étant quant à elles estimées par interpolation ou extrapolation. Pour la commune, le premier recensement exhaustif entrant dans le cadre du nouveau dispositif a été réalisé en 2007.

En 2022, la commune comptait 5 094 habitants, en évolution de +15,88 % par rapport à 2016 (Seine-et-Marne : +3,92 %, France hors Mayotte : +2,11 %).
| 1793 | 1800 | 1806 | 1821 | 1831 | 1836 | 1841 | 1846 | 1851 |
| ---- | ---- | ---- | ---- | ---- | ---- | ---- | ---- | ---- |
| 175  | 148  | 160  | 123  | 117  | 120  | 108  | 125  | 128  |

| 1856 | 1861 | 1866 | 1872 | 1876 | 1881 | 1886 | 1891 | 1896 |
| ---- | ---- | ---- | ---- | ---- | ---- | ---- | ---- | ---- |
| 118  | 125  | 133  | 129  | 137  | 172  | 193  | 165  | 164  |

| 1901 | 1906 | 1911 | 1921 | 1926 | 1931  | 1936  | 1946  | 1954  |
| ---- | ---- | ---- | ---- | ---- | ----- | ----- | ----- | ----- |
| 223  | 208  | 305  | 402  | 726  | 1 863 | 2 015 | 1 184 | 1 968 |

| 1962  | 1968  | 1975  | 1982  | 1990  | 1999  | 2006  | 2007  | 2012  |
| ----- | ----- | ----- | ----- | ----- | ----- | ----- | ----- | ----- |
| 3 015 | 3 269 | 4 664 | 4 429 | 4 469 | 4 280 | 4 258 | 4 253 | 4 393 |

| 2017  | 2022  | - | - | - | - | - | - | - |
| ----- | ----- | - | - | - | - | - | - | - |
| 4 382 | 5 094 | - | - | - | - | - | - | - |

### Enseignement
La commune regroupe une école maternelle (Suzanne-Demetz) deux écoles primaires (Jean-Jaurès et Romain-Rolland) et un collège (Jean-Jaurès).
L'inspection académique départementale de l'éducation nationale des écoles maternelles et primaires se situe à Torcy ; celle du collège se situe à Melun. Il y avait une deuxième école maternelle (Danièle-Casanova) jusqu'à sa fermeture à la rentrée 2021.

### Santé
Depuis 1967, Brou-sur-Chantereine abrite une clinique privée, l’hôpital privé Marne Chantereine. En 2006, la commune comptait quatre médecins généralistes, trois médecins spécialistes, onze auxiliaires médicaux et une pharmacie. La ville est rattachée au Grand hôpital de l'est Francilien à Jossigny, soit à une quinzaine de kilomètres, toutefois de nombreux breuillois préfèrent celui de Montfermeil à 6 kilomètres .

### Médias
La commune édite un magazine municipal mensuel.

### Cultes
- Culte catholique : l'église de Brou, placée sous le vocable de Saint Baudile dépend du secteur pastoral de Vaires Brou Chantereine, géré par le père Marouan Kouaik.
- Culte protestant : l'église réformée se situe à Chelles.

## Économie
- Entreprises commerciales et artisanales.

### Revenus de la population et fiscalité
En 2018, le nombre de ménages fiscaux de la commune était de 1 851 (dont 60 % imposés), représentant 4 558 personnes et la  médiane du revenu disponible par unité de consommation  de 21 700 euros, le 1er décile étant de 12 520 euros avec un rapport interdécile de 2,7.

### Emploi
En 2018 , le nombre total d’emplois dans la zone était de 843, occupant 1 917 actifs  résidants.
Le taux d'activité de la population (actifs ayant un emploi) âgée de 15 à 64 ans s'élevait à 67,5 % contre un taux de chômage de 8,8 %.
Les 23,7 % d’inactifs se répartissent de la façon suivante : 10,3 % d’étudiants et stagiaires non rémunérés, 6,1 % de retraités ou préretraités et 7,3 % pour les autres inactifs.

### Entreprises et commerces
En 2019, le nombre d’unités légales et d’établissements (activités marchandes hors agriculture) par secteur d'activité était de 257 dont 7 dans l’industrie manufacturière, industries extractives et autres, 22 dans la construction, 93 dans le commerce de gros et de détail, transports, hébergement et restauration, 9 dans l’Information et communication, 1 dans les activités financières et d'assurance, 8 dans les activités immobilières, 27 dans les activités spécialisées, scientifiques et techniques et activités de services administratifs et de soutien, 65 dans l’administration publique, enseignement, santé humaine et action sociale et 25  étaient relatifs aux autres activités de services.
En 2020, 72 entreprises ont été créées sur le territoire de la commune, dont 56 individuelles.
Au 1er janvier 2021, la commune ne disposait pas d’hôtel et de terrain de camping.

## Culture locale et patrimoine

### Lieux et monuments
- Église Saint Baudile

- Jardin d'agrément dit jardin de la mairie de Brou-sur-Chantereine[47].
- Cité jardin dite cité des cheminots de Brou[48].
- Château de Brou[49]

Le château de Brou-sur-Chantereine a été construit à la fin du XVIIe siècle par la famille Feydeau, qui avait acquis la terre de Brou en 1608. Il est resté dans cette famille pendant plus de deux siècles.
Remanié au XVIIIe siècle, délaissé après la Révolution française jusqu'en 1844, il est alors racheté par Charles Floréal Thiébaut, fondeur de bronzes d'art à Paris, et appartient toujours à la famille Thiébaut, qui y a récemment fait de nombreuses restaurations. Il a été classé au titre des monuments historiques en 1984. En 1951, le château servit de décor au film Caroline chérie, avec Martine Carol dans le rôle principal.
- Jardin d'agrément et parc du château de Brou[51].

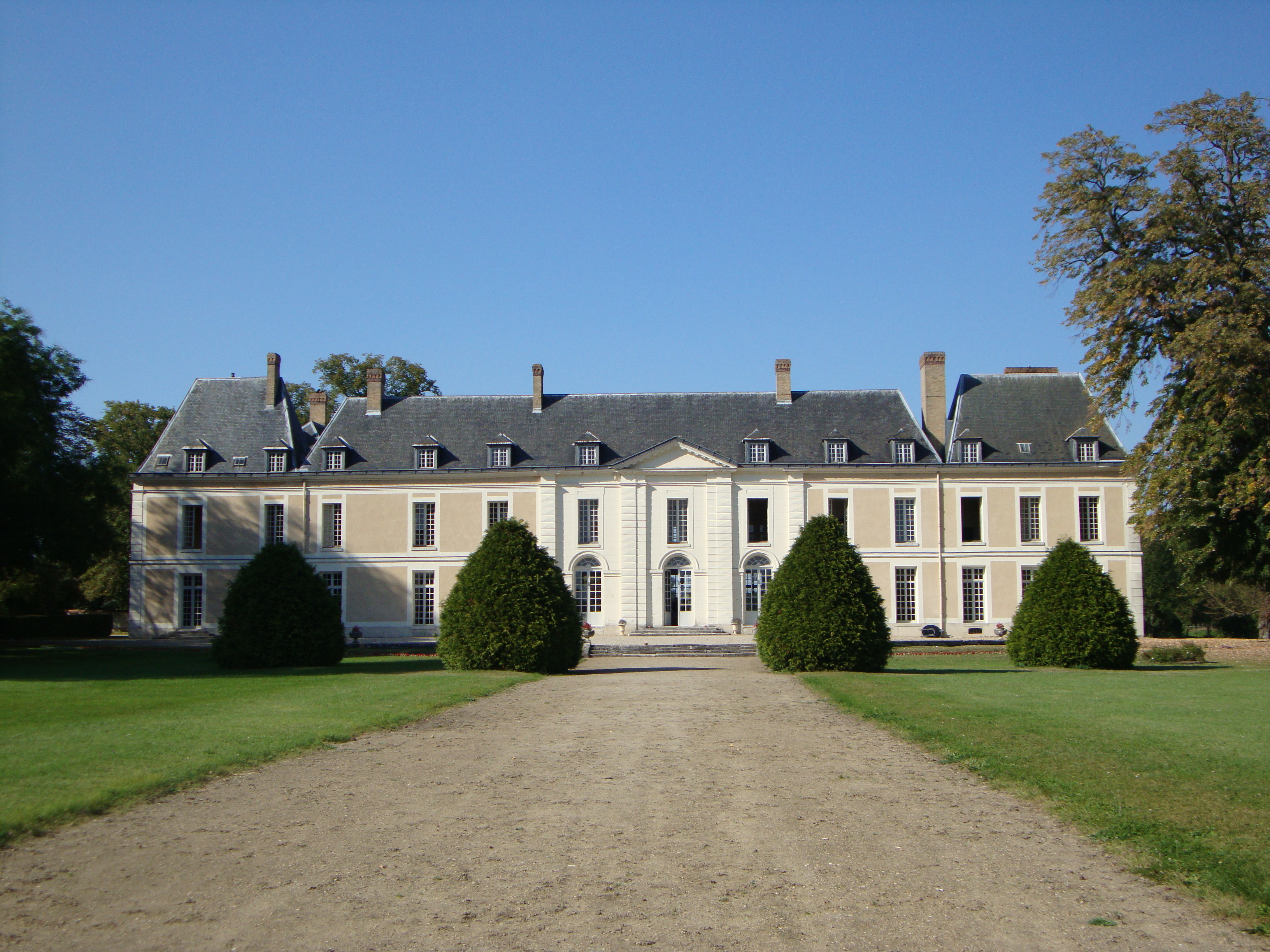
Le château de Brou.
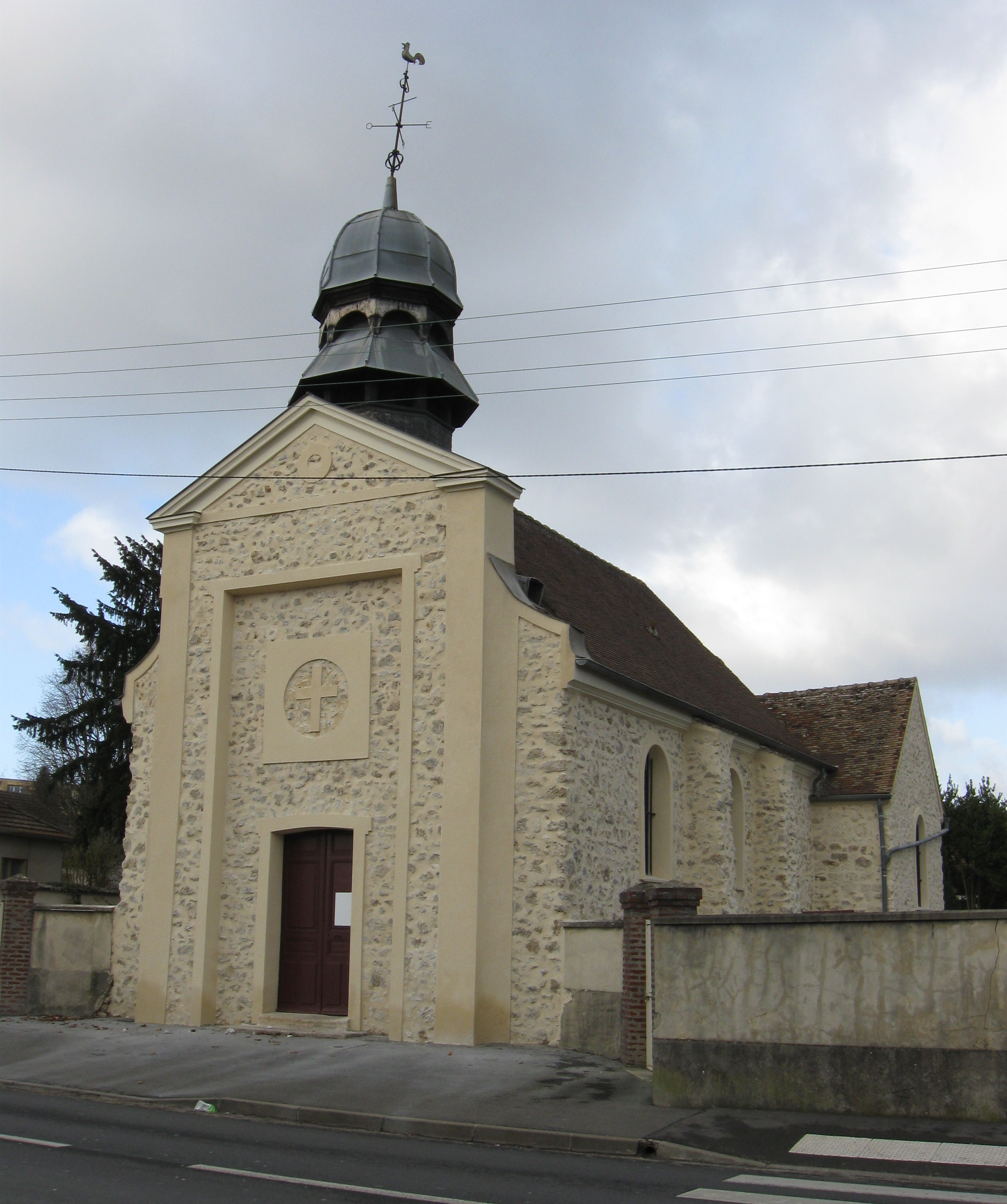
L'église Saint-Baudile

### Personnalités liées à la commune
- Xavier de Rosnay, l'un des deux membres du duo de musique électronique Justice est né dans la commune en 1982.
- Paul-Esprit Feydeau de Brou (1682-1767), garde des sceaux de France sous le roi Louis XV.
- Le chanteur Jacques Higelin est né dans la commune en 1940[52].
- Le chanteur français Ridan est né dans la commune en 1975.
- Yohann Pelé, footballeur et gardien de but de l'Olympique de Marseille, est né dans la commune en 1982, ainsi que son frère Steven Pelé.
- La chanteuse Sandy Mango est née dans la commune en 1992.
- Rodolphe Gilbert, 4e tennisman français du 21 mars au 4 avril 1994, est né dans la commune[53].
- Camille Condé-Ferreira, cavalière française, née dans la commune en 1999.

### Cinéma
La commune a servi de toile de fond au film d'Alain Corneau Le Deuxième Souffle.

### Héraldique, devise et logotype
|  | Les armes de Brou-sur-Chantereine se blasonnent ainsi : D’azur au chevron d’or, accompagné de trois coquilles du même. |

Le blason de la commune représente les armes de la famille Feydeau, ancienne et illustre famille de magistrats et d'officiers royaux qui posséda Brou de 1608 à 1844.
Les branches de chêne représentent la région des bois (qui entoure la commune). La couronne murale, quant à elle, est le symbole des couronnes portées par les déesses grecques qui protégeaient les cités. Au bas du blason, la croix de guerre 1939-1945, avec une étoile de bronze a été ajoutée le 11 novembre 1948 par Max Lejeune, secrétaire d’État aux Forces armées avec citation à l'Ordre du Régiment,.